# 2007 NC7
2007 NC7, também escrito como 2007 NC7, é um corpo celeste que é classificado como um centauro, numa classificação estendida de centauros. Ele possui uma magnitude absoluta de 8,0 e tem um diâmetro estimado de cerca de 111 km.

## Descoberta
2007 NC7 foi descoberto no dia 11 de julho de 2007.

## Órbita
A órbita de 2007 NC7 tem uma excentricidade de 0,505 e possui um semieixo maior de 34,032 UA. O seu periélio leva o mesmo a uma distância de 16,861 UA em relação ao Sol e seu afélio a 51,203 UA.